# Alfredo Brandão
Alfredo Loureiro Brandão (Viçosa, 19 de fevereiro de 1874 — Maceió, 6 de janeiro de 1944) foi um historiador e médico-militar brasileiro. 
Escreveu o livro Viçosa de Alagoas, publicado em 1914.